# إيمو جزيرة كنغ
الإيمو الأسود أو إيمو جزيرة كِنْغ (الاسم العلمي: Dromaius ater) هو نوع من الطيور المنقرضة يتبع جنس الدرميس من فصيلة الدرميسية.